# Henry Bruun
 Der er flere personer med dette navn, se Henry Bruun (1873-1918).
Henry Bruun (17. december 1903 i Sønderup i Himmerland – 1. september 1970 på Bispebjerg Hospital) var en dansk arkivar, søn af sognepræst Johannes K. Bruun; gift 1937 med Anna Maria Elisabeth, f. Geismar, datter af professor, dr. theol. Eduard Geismar.
Bruun blev student i Sorø 1921 og cand. mag. 1928. Han blev medarbejder ved Instituttet for Historie og Samfundsøkonomi samme år, arkivar II ved rigsarkivet 1938, arkivar I 1954. Han var medlem af bestyrelsen for Historisk Samfund 1935-36, medarbejder ved Dansk biografisk Leksikon 1933-43; redaktør af Dansk historisk Tidsskrifts årsbibliografier fra 1929, medarbejder ved International Bibliography of Historical Sciences fra 1947, redaktør af Dansk historisk bibliografi 1943-47 1956. Han har blandt andet skrevet: Den faglige Arbejderbevægelse i Danmark indtil Aar 1900. I, Til ca. 1880 (1938), afhandlingen Abraham Brodersen (1950) og Den middelalderlige dagvise (Studier fra Sprog- og oldtidsforskning 257, 1965).
Han er begravet på Vestre Kirkegård.